# 밴시 (드라마)
밴시(Banshee)는 2013년 1월 11일부터 2016년까지 시네맥스에서 방영된 드라마이다.